# چاه‌شیرین (میامی)
چاه‌شیرین یک روستا در ایران است که در شهرستان میامی استان سمنان واقع شده‌است.

## جمعیت
این روستا در دهستان کلاته‌های شرقی قرار دارد ولی تا اوایل دهه نود خورشیدی یکی از روستاهای دهستان فرومد در بخش مرکزی شهرستان میامی بوده‌است. چاه‌شیرین ۲۱۹ نفر جمعیت دارد.